# Ambodifotatra
Ambodifotatra är en ort i Madagaskar.   Den ligger i regionen Analanjiroforegionen, i den nordöstra delen av landet, 300 km nordost om huvudstaden Antananarivo. Antalet invånare är 11 830.
Terrängen runt Ambodifotatra är platt. Havet är nära Ambodifotatra västerut.  Det finns inga andra samhällen i närheten. 